# Крістіане Кнаке
Крістіане Кнаке  (нім. Christiane Knacke, 17 квітня 1962) — німецька плавчиня, олімпійська медалістка.

## Виступи на Олімпіадах
| Олімпіада   | Дисципліна                        | Місце |
| ----------- | --------------------------------- | ----- |
| Москва 1980 | плавання на 100 метрів, батерфляй | 3     |